# Hernád (village)
Hernád est un village et une commune du comitat de Pest en Hongrie.